# Leptopteris
Leptopteris é um pequeno género de pteridófitos da família Osmundaceae, nativos da Nova Guiné, Austrália, Nova Zelândia e das ilhas do Pacífico. São morfologicamente semelhantes aos fetos do género relacionado Todea, e foram originalmente incluídos nesse género. No entanto, as frondes muito finas de Leptopteris diferem das frondes grossas e coriáceas de Todea, e os géneros são presentemente considerados distintos. Uma provável espécie extinta, Leptopteris estipularis, é conhecida do Cretáceo Inferior da Índia.

## Taxonomia e filogenia

### Taxonomia
Presentemente a base de dados Plants of the World Online considera como validamente reconhecidas 7 espécies extantes e um híbrido interespecífico de ocorrência natural. A listagem é a seguinte:
- Leptopteris alpina (Baker) C.Chr. – Nova Guiné e Seram
- †Leptopteris estipularis (Sharma, Bohra & Singh) Bomfleur, Grimm & McLoughlin
- Leptopteris fraseri (Hook. & Grev.) C.Presl – leste de New South Wales e nordeste de Queensland
- Leptopteris hymenophylloides (A.Rich.) C.Presl – New Zealand e Chatham Islands
- Leptopteris × intermedia (B.S.Williams ex T.Moore) Gower (L. hymenophylloides × L. superba) – New Zealand
- Leptopteris laxa Copeland – Bismarck Archipelago e Solomon Islands
- †Leptopteris minuta Romanovskaja
- Leptopteris moorei (Baker) Christ – Lord Howe Island
- Leptopteris superba (Colenso) C.Presl – Nova Zelândia
- Leptopteris wilkesiana (Brack.) Gower – Fiji, Nova Caledónia, Nova Guiné, ilhas Samoa e Vanuatu

### Filogenia
O seguinte cladograma apresenta a filogenia interna de Leptopteris na sua presente circunscrição taxonómica:

|  | L. superba (Colenso) Presl (Prince of Wales feather)                                                                         |
|  | |
|  | \| \| L. hymenophylloides (Richard) Presl (Single crepe fern) \| \| \| \| \| \| L. wilkesiana (Brack.) Christ[6] \| \| \| \| |
|  | |
|  | L. hymenophylloides (Richard) Presl (Single crepe fern)                                                                      |
|  | |
|  | L. wilkesiana (Brack.) Christ                                                                                                |
|  | |

|  | L. hymenophylloides (Richard) Presl (Single crepe fern) |
|  |                                                         |
|  | L. wilkesiana (Brack.) Christ                           |
|  |                                                         |

|  | L. superba (Colenso) Presl (Prince of Wales feather)                                                                         |
|  | |
|  | \| \| L. hymenophylloides (Richard) Presl (Single crepe fern) \| \| \| \| \| \| L. wilkesiana (Brack.) Christ[6] \| \| \| \| |
|  | |
|  | L. hymenophylloides (Richard) Presl (Single crepe fern)                                                                      |
|  | |
|  | L. wilkesiana (Brack.) Christ                                                                                                |
|  | |

|  | L. hymenophylloides (Richard) Presl (Single crepe fern) |
|  |                                                         |
|  | L. wilkesiana (Brack.) Christ                           |
|  |                                                         |